# Jönköpings Vitmetallfabrik
Jönköpings Vitmetallfabrik, J. Forsblad & Son, var en familjeägd metallvarufabrik i Jönköping. Den grundades av en fabrikör J. Forsblad 1902 och etablerades på en ö i Dunkehallaån, omkring 400 meter väster om korsningen mellan Dunkehallavägen och Hallmansvägen.
Fabriken tillverkade bland annat bordsbestick.

## Föroreningar
Fabriken lades ned 1957. Byggnaderna revs så småningom och tomten och närmast omliggande mark i Dunkehallaravinen iordningställdes som öppen gräsmark för fritidsändamål. Vandringsstråket Dunkehalllaleden går bland annat där.
Hela Dunkehallaravinen har under 2000-talet uppmärksammats för sin potential som centralt beläget kultur- och naturområde.
Vid  miljötekniska undersökningar 2023 och 2024 visade det sig att det fanns föroreningar kvar i marken på djupet 0,5-1 m under markytan. Undersökningen visade att det finns mycket höga halter av framför allt metaller och polycykliska aromatiska kolväten i jorden. Det bedömdes att området låg riskklass 1, mycket stor risk för människors hälsa och miljö.